# Hylonomus
Hylonomus (hylo- "rừng" + nomos "[người/vật] ở") là một chi động vật bò sát từng sống cách nay 312 triệu năm vào cuối kỷ Than đá.
Đây là chi bò sát cổ nhất (Westlothiana cổ hơn, nhưng nó có thể là động vật lưỡng cư). Loài duy nhất hiện được biết đến và cũng là loài điển hình là Hylonomous lyelli.